# World Port Center
Le World Port Center, en français Centre portuaire mondial, est un gratte-ciel de bureaux situé à Rotterdam, dans la province néerlandaise de Hollande-Méridionale, qui abrite une grande partie de l'administration du port de Rotterdam, l'Autorité portuaire de Rotterdam.

## Localisation

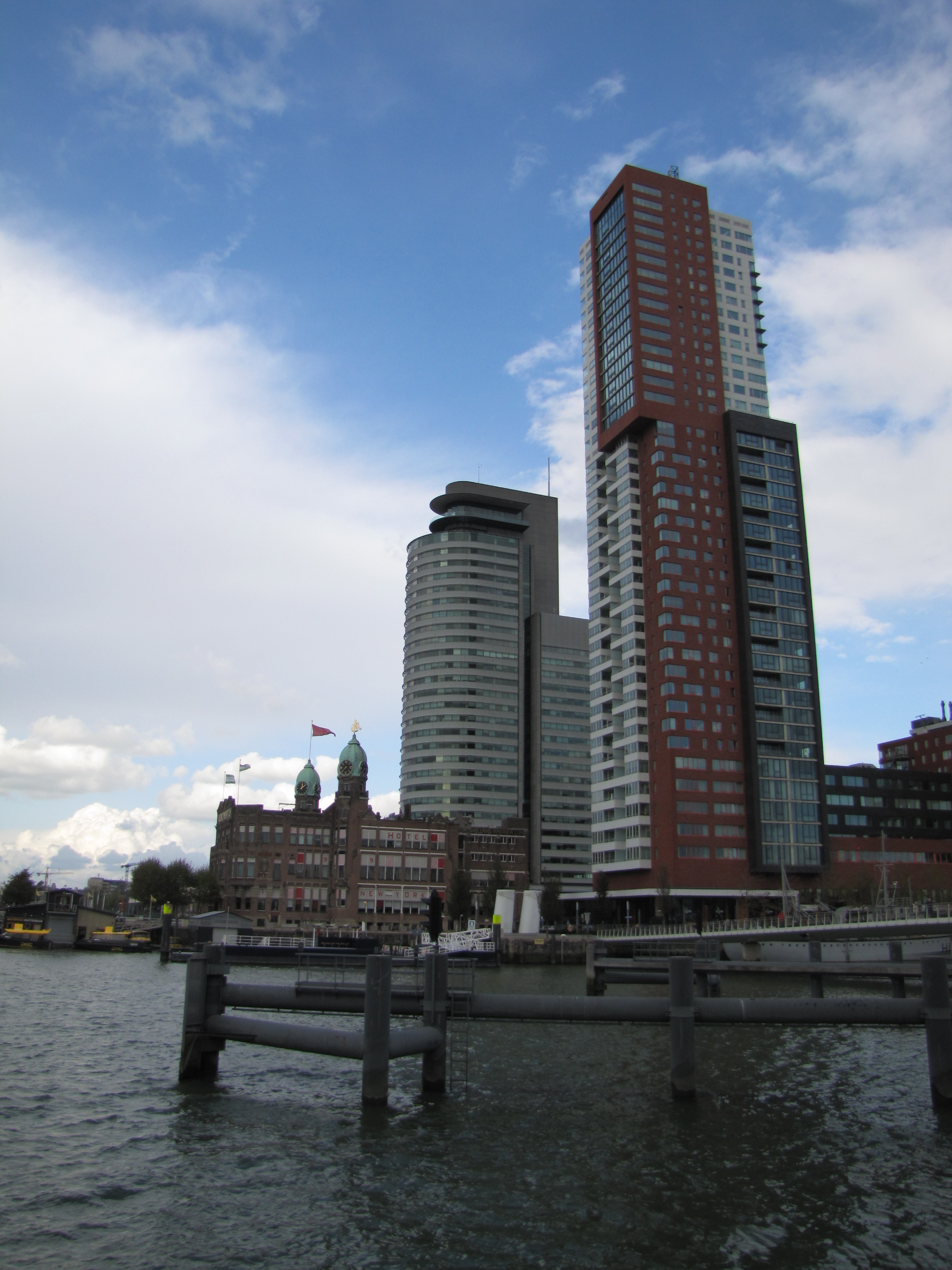
Pointe Kop van Zuid vue du bassin Rijnhaven : le World Port Center en arrière plan, l'hôtel New York (bâtiment à sa gauche avec deux tourelles) et la tour Montevideo (2017).

Le bâtiment se trouve à la pointe du Wilhelminapier, sur la rive sud de la Nouvelle Meuse, sur la presqu'île nommée Kop van Zuid, dans l'arrondissement  Feijenoord. Il se situe à côté du terminal des croisières appelé le Cruise Terminal Rotterdam, et à côté de l'hôtel New-York, bâtiment historique qui abritait autrefois le siège de la société maritime Holland-Amerika Lijn.

## Architecture et construction
La tour a été commandée par ING Real Estate Development,.
Le bâtiment a été conçu par l'architecte britannique Norman Foster, architecte qui a acquis une renommée internationale avec ses créations pour le Stansted Airport de Londres, le quartier général de la HSBC à Hong Kong, l'extension du bâtiment du Reichstag de Berlin et la Commerzbank Tower de Francfort. En 1992, il a conçu le plan directeur de l'ensemble du Wilhelminapier, où est situé le WPC.
Les coûts de construction se sont élevés à environ 100 millions de florins.

## Utilisation
L'Autorité portuaire de Rotterdam (Havenbedrijf Rotterdam), entreprise gérant le port de Rotterdam, est son principal occupant. Le bâtiment est également un centre d'urgence, conçu pour remédier à d'éventuelles catastrophes dans la zone portuaire en agissant comme centre de coordination (Veiligheidsregio Rotterdam-Rijnmond).
Les étages 25 à 28 sont loués à l'entreprise Eneco Energie. Les étages 29 à 32 sont des salles de conférence et espaces commerciaux loués à Regus.
Le rez-de-chaussée est occupé par l'un des restaurants de la chaîne El Gaucho.